# Soedanese savanne

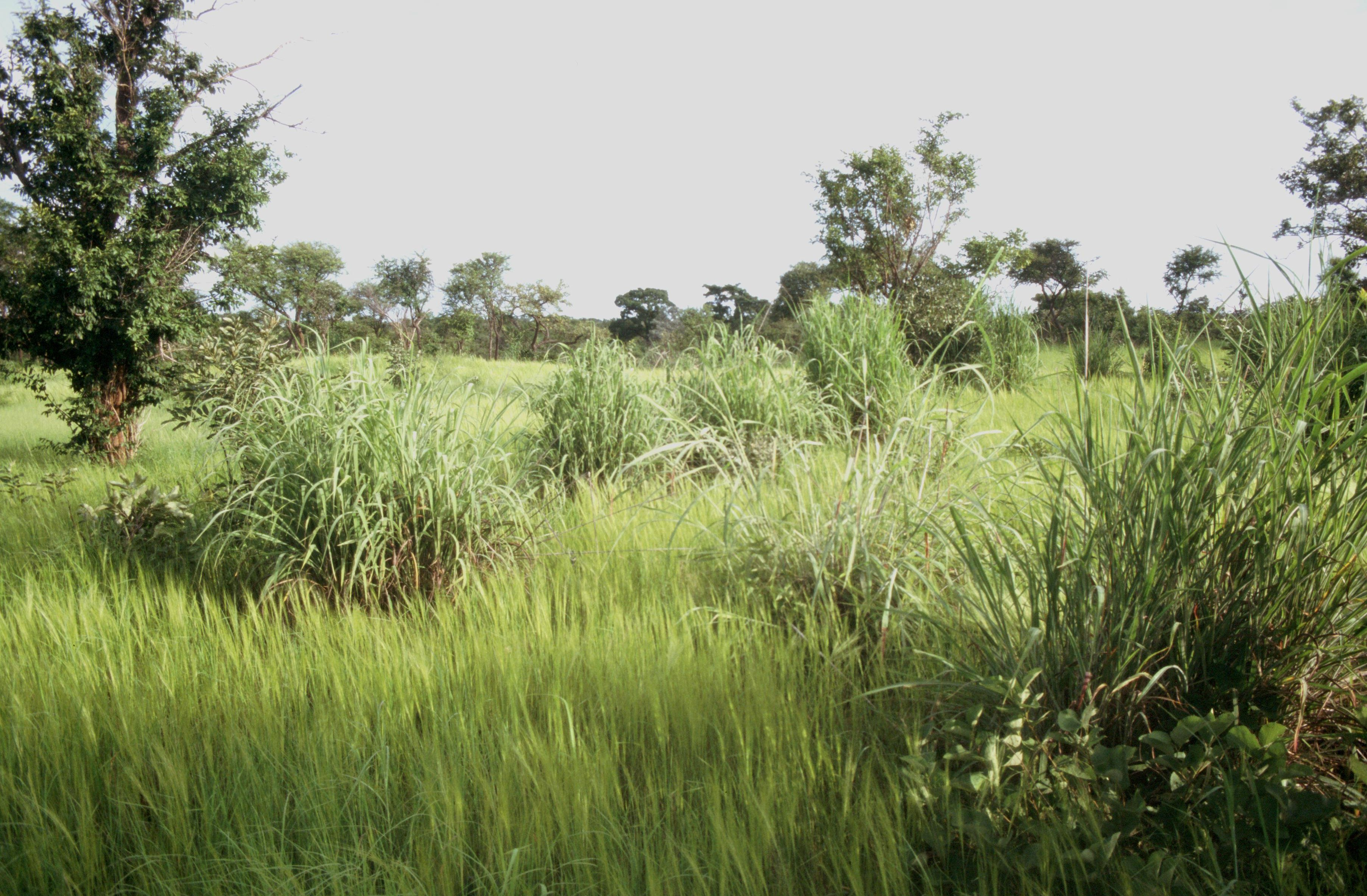
Soedanese savanne met graspollen van de soort Andropogon gayanus in Burkino Faso

De Soedanese savanne is een brede gordel van tropische savanne's die van west naar oost over het Afrikaanse continent loopt in de regio van de Soedan, van de Atlantische Oceaan in het westen tot het westelijke laagland in het oosten. Ten noorden ligt de Sahel, een gordel van drogere graslanden en acacia-savanne's die ligt tussen de Soedanese savanne en de Saharawoestijn. Ten zuiden bevindt zich het bos-savannemozaïek, een overgangszone tussen de Soedanese savanne en de zuidelijker gelegen Guïneese vochtige bossen en Congolese regenwouden die dichter bij de evenaar liggen.

## Ecoregio's

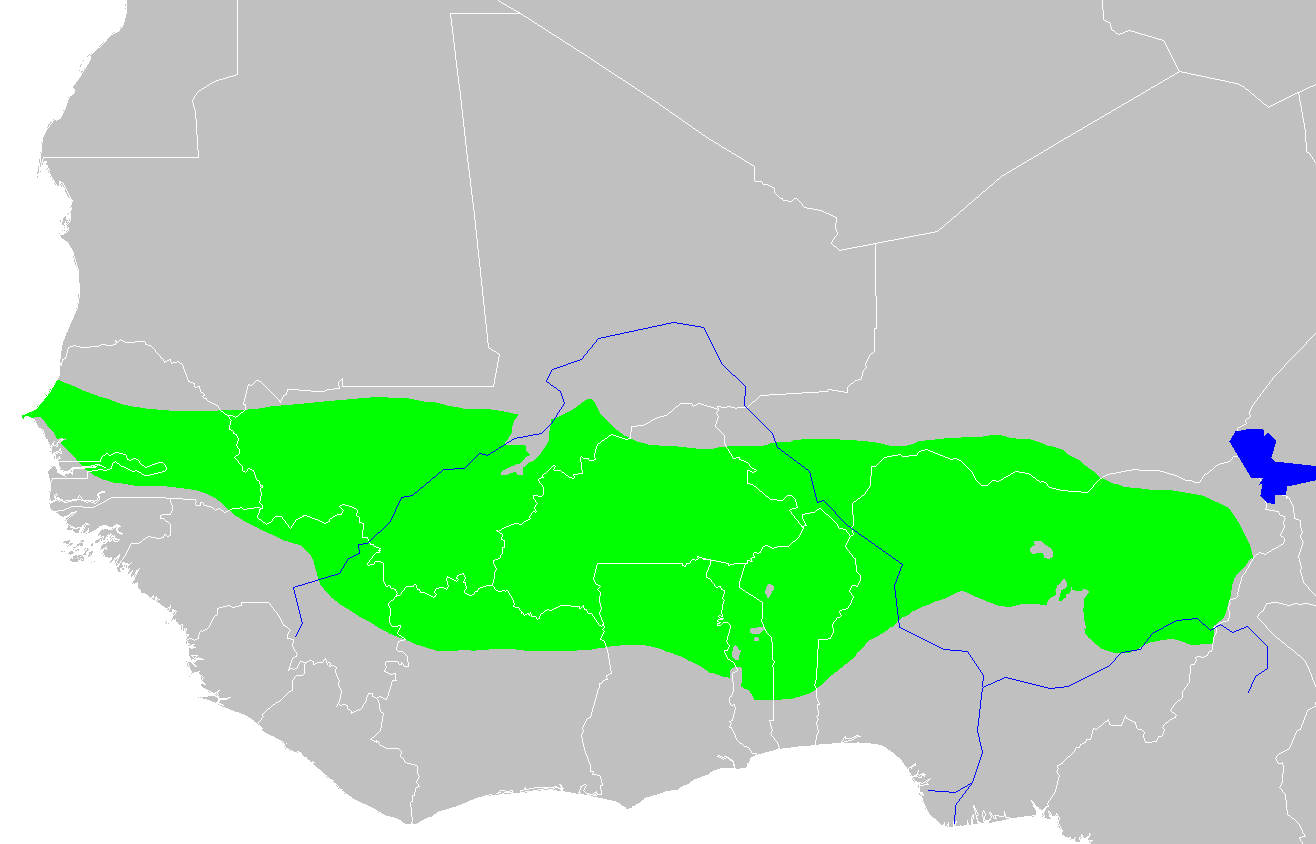
Westelijke Soedanese savanne

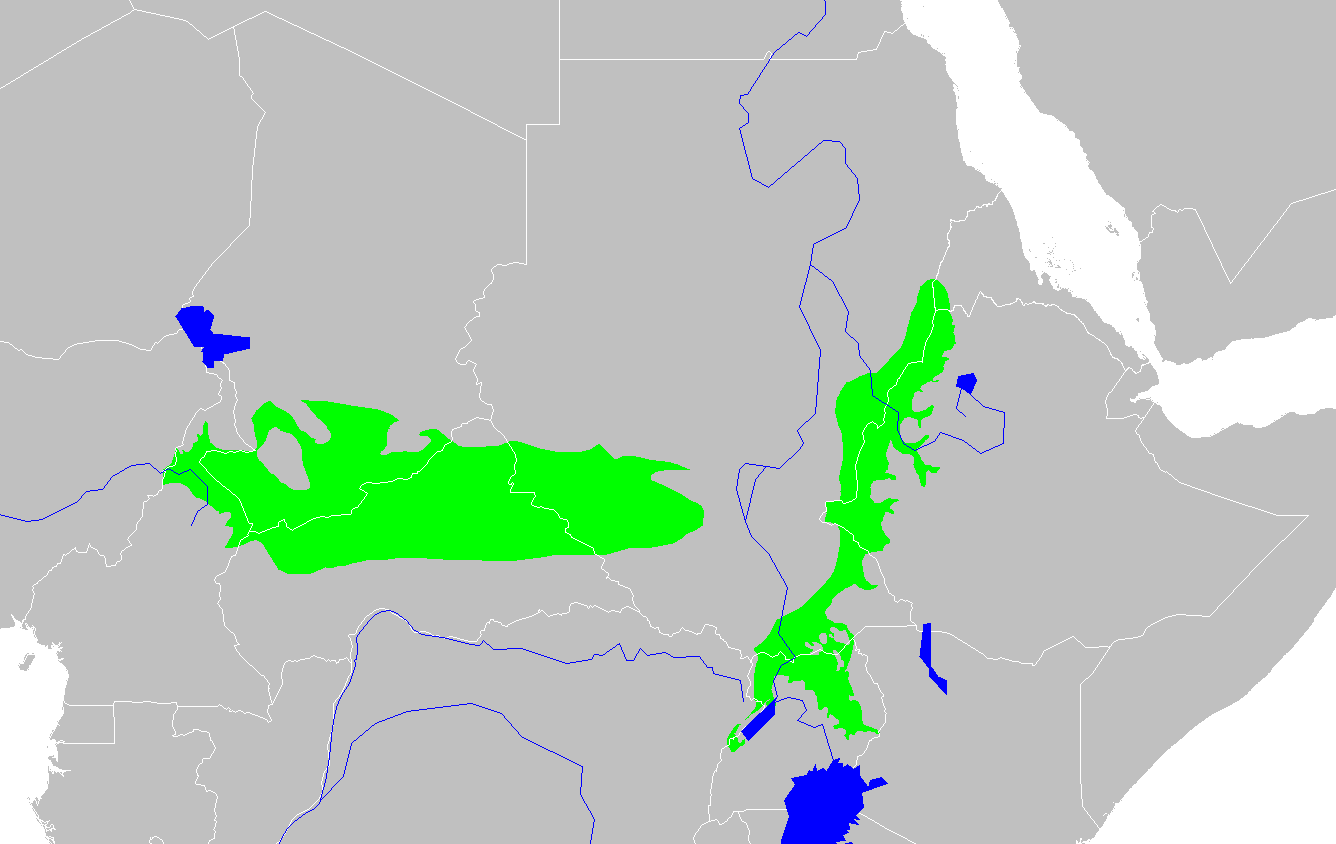
Oostelijke Soedanese savanne

Het World Wide Fund for Nature verdeelt de Soedanese savanne in twee ecoregio's, gescheiden door het Hoogland van Kameroen. De West-Soedanese savanne loopt van de Atlantische Oceaan tot in het oosten van Nigeria en de Oost-Soedanese savanne loopt van het oostelijke deel van Kameroen naar het westelijke laagland van Ethiopië.

## Vegetatie

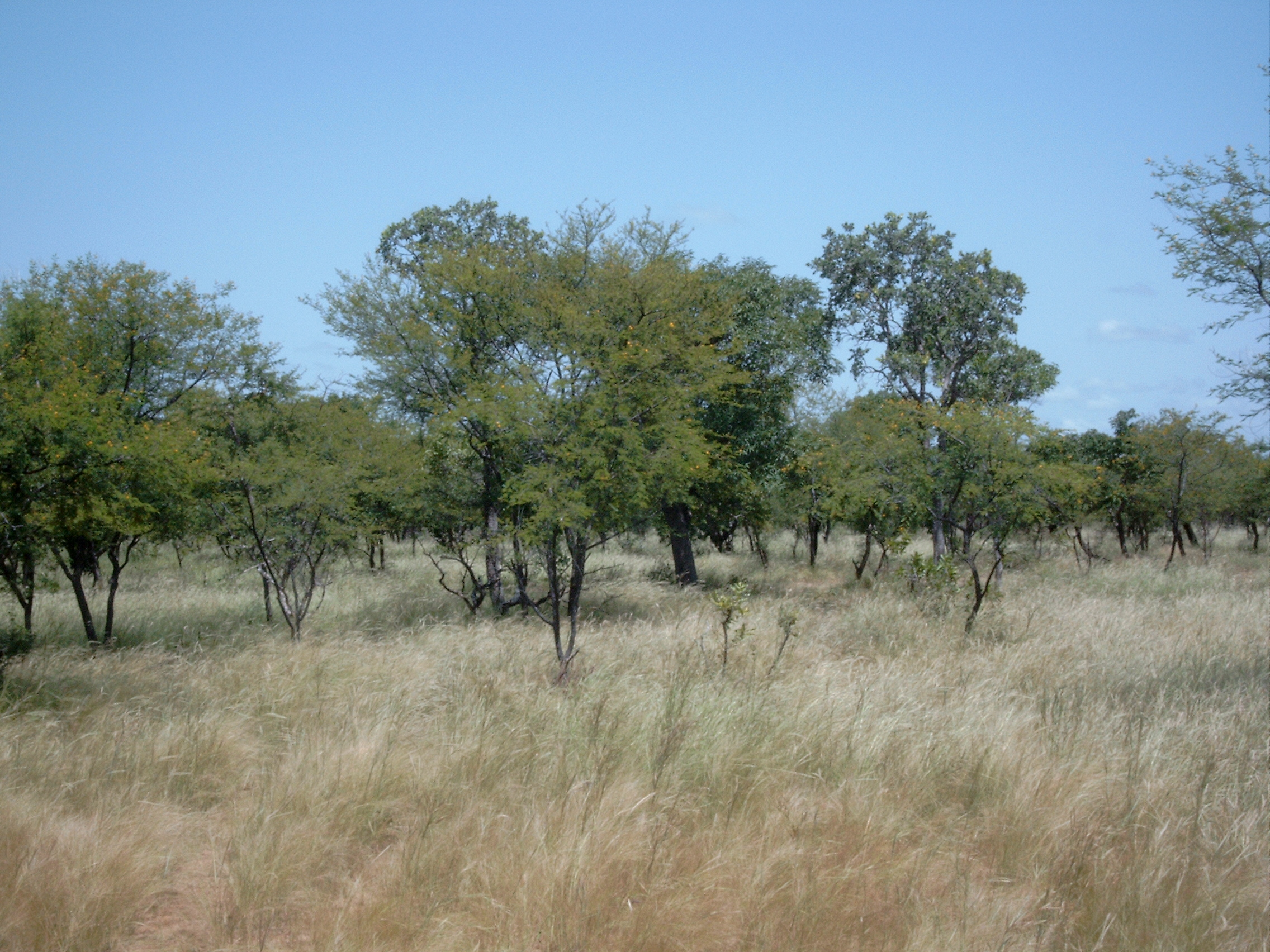
Landschap met acacia's in Burkino Faso

De Soedanese savanne wordt gekenmerkt door het naast elkaar bestaan van bomen en grassen. Dominante boomsoorten behoren vaak tot de familie Combretaceae en de tot de vlinderbloemenfamilie behorende onderfamilie Caesalpinioideae, sommige acacia-soorten zijn ook belangrijk. Dominante grassoorten behoren meestal tot de tribus Andropogoneae, vooral soorten uit de geslachten Andropogon en Hyparrhenia en op ondiepe gronden ook soorten uit Loudetia en Aristida. Een groot deel van de Soedanese savanne heeft het uiterlijk van een park, doordat nuttige bomen gespaard blijven van houtkap, zoals de shea (Vitellaria paradoxa), baobab (Adansonia digitata) en de soort Parkia biglobosa. Op de grond worden sorghum, mais, gierst of andere gewassen geteeld.

## Landgebruik
De Soedanese savanne wordt zowel gebruikt door veehouders als boeren. Rundvee is er het voornamelijk gehouden vee, maar in sommige gebieden worden ook schapen en geiten gehouden. De belangrijkst geteelde gewassen zijn sorghum en gierst, omdat deze geschikt zijn voor de weinige regenval in het gebied. Met de toenemende droogteperiodes sinds de jaren zeventig moesten veehouders naar het zuiden trekken om graasgebieden te zoeken en kwamen zij daardoor in conflict met de meer gevestigde landbouwers.